# ガヴォット (ゴセック)

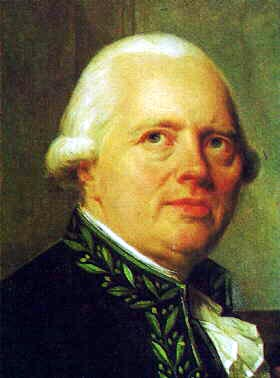
ゴセックの肖像

ガヴォット（Gavotte）ニ長調は、フランソワ＝ジョセフ・ゴセックが作曲した小曲。日本では今日、作曲者の最も有名な作品となっている。

## 概要
ガヴォットはオペラやバレエに取り入れられたことから有名になり、多くの作曲家が取り上げたが、ゴセックのガヴォットが最も有名である。この作品はゴセックが作曲したオペラ『ロジーヌ』の中の旋律をもとにしたヴァイオリンと管弦楽のための曲で、単純な伴奏の上にスタッカートで歌われる旋律がいかにも愛らしい。
本来はヴァイオリンと管弦楽で演奏されるが、ヴァイオリンとピアノの編成の方がよく演奏される。また、テレビやCMなどで使われることが多い。